# بول غرينغراس
بول غرينغراس (بالإنجليزية: Paul Greengrass)‏ (مواليد 13 أغسطس 1955) هو مخرج سينمائي وسيناريست بريطاني وصحفي سابق. هو متخصص بتحويل الأحداث الحقيقية إلى أعمال سينمائية درامية مثيرة ومعروف باستخدام الكاميرا المحمولة يدوياً. من بين أفلامه يونايتد 93 عن أحداث 11 سبتمبر 2001 وإنذار بورن (2007) والمنطقة الخضراء (2010) والقبطان فيليبس (2013) عن حادثة أختطاف سفينة الشحن الأمريكية «مايرسك ألاباما» من قبل قراصنة صوماليين.
بول غرينغراس هو رئيس رابطة مخرجين المملكة المتحدة.

## أعماله
| سنة        | عنوان                          | شباك التذاكر  | Rottentomatoes |
| ---------- | ------------------------------ | ------------- | -------------- |
| 1989       | Resurrected                    |               |                |
| 1994       | Open Fire                      |               |                |
| 1996       | The One That Got Away          | فيلم تلفزيوني |                |
| 1997       | The Fix                        | فيلم تلفزيوني |                |
| 1998       | The Theory of Flight           |               | %50            |
| 1999       | The Murder of Stephen Lawrence |               |                |
| 2002       | Bloody Sunday                  | فيلم تلفزيوني | %92            |
| 2004       | The Bourne Supremacy           | 288,500,217 $ | %81            |
| 2006       | United 93                      | 76,286,096 $  | %91            |
| 2007       | The Bourne Ultimatum           | 442,824,138 $ | %94            |
| 2010       | Green Zone                     | 94,882,549 $  | %53            |
| 2013       | Captain Phillips               | 62,400,000 $  | %94            |
| يعلن لاحقاً | Fear Index                     |               |                |

## روابط خارجية
- بول غرينغراس على موقع IMDb (الإنجليزية)
- بول غرينغراس على موقع ميتاكريتيك (الإنجليزية)
- بول غرينغراس على موقع روتن توميتوز (الإنجليزية)
- بول غرينغراس على موقع مونزينجر (الألمانية)
- بول غرينغراس على موقع ألو سيني (الفرنسية)
- بول غرينغراس على موقع أول موفي (الإنجليزية)
- بول غرينغراس على موقع بوكس أوفيس موجو (الإنجليزية)
- بول غرينغراس على موقع قاعدة بيانات الأفلام السويدية (السويدية)
- بول غرينغراس على موقع إن إن دي بي (الإنجليزية)
- بول غرينغراس على موقع أول ميوزيك (الإنجليزية)